# Grevillea oleoides
Grevillea oleoides, conocida en su lugar de origen como "red spider flower" es un arbusto endémico de Nueva Gales del Sur en Australia.

## Características
La especie es un arbusto erecto que alcanza los 3 metros de altura. Sus hojas son usualmente estrechas ovadas y ocasionalmente sublineales. Las flores son rojas, ocasionalmente rosas, aparecen predominantemente desde el invierno tardío hasta finales de primavera. 

## Distribución
La especie se desarrolla en Sídney y sus alrededores en bosques secos , páramos y tierras saludables y húmedas cerca de arroyos.

## Taxonomía
Grevillea oleoides fue descrita por Sieber ex Schult. & Schult.f.  y publicado en Mantissa 3: 277–278. 1827.
Etimología
Grevillea, el nombre del género fue nombrado en honor de Charles Francis Greville, cofundador de la Royal Horticultural Society.
Sinonimia
- Grevillea seymouriae Sweet ex Meisn.
- Grevillea oleoides Sieber ex Schult. & Schult.f. var. oleoides
- Grevillea oleoides Sieber ex Schult. & Schult.f. subsp. oleoides
- Grevillea speciosa subsp. oleoides (Sieber ex Schult. & Schult.f.) McGill.[2]